# همه سقوط می‌کنند
همه سقوط می‌کنند محصول ۱۹۶۲ آمریکا براساس کتابی به همین نام از جیمز لئو هریتی است. فیلم توسط جان فرانکن‌هایمر کارگردانی و توسط جان هاوسمن تهیه شده است. فیلمنامه توسط ویلیام اینج اقتباس شده است بازیگرانی چون وارن بیتی و اوا ماری سنت در آن بازی کرده‌اند.

## داستان فیلم
رالف و آنابل وبلارت یک زن و شوهر دارای اختلاف هستند که بر سر همه چیز در مورد پسرشان بری-بری بحث می‌کنند. وقتی که بری-بری شروع به یک رابطه عشقی با یک زن مسن تر از خودش به نام اکو اوبرین می‌کند می‌فهمد که پدر و مادرش واقعاً به جان هم افتاده‌اند.